# Huguenot (Staten Island)
Huguenot est un quartier (en anglais : neighborhood) de l'arrondissement de Staten Island, à New York. Autrefois ce quartier se dénommait Bloomingview. Il était plus grand et englobait le quartier voisin actuel de Woodrow.

## Historique
Le lieu doit son nom à l'installation au XVIIe siècle d'émigrants français Huguenots qui s'établirent à cet endroit. Daniel Perrin, dit le Huguenot fut le premier d'entre eux. En 1665, Daniel embarque à Saint-Hélier, à bord du navire le "Philip" à destination de l'Amérique. Il débarque dans le port de New York le 29 juillet 1665 avec le futur gouverneur du New Jersey, Philippe de Carteret. 

## Géographique
Le quartier Huguenot est situé dans la partie méridionale de l'île de Staten Island. Une station de la ligne de chemin de fer Staten Island Railway, dénommée "Huguenot", dessert le quartier. Elle est située sur la Huguenot Avenue sur laquelle donne également le "Huguenot Park". L'avenue Huguenot longue de près d'une dizaine de kilomètres, coupe l'île de Staten Island de part en part d'Est en Ouest.

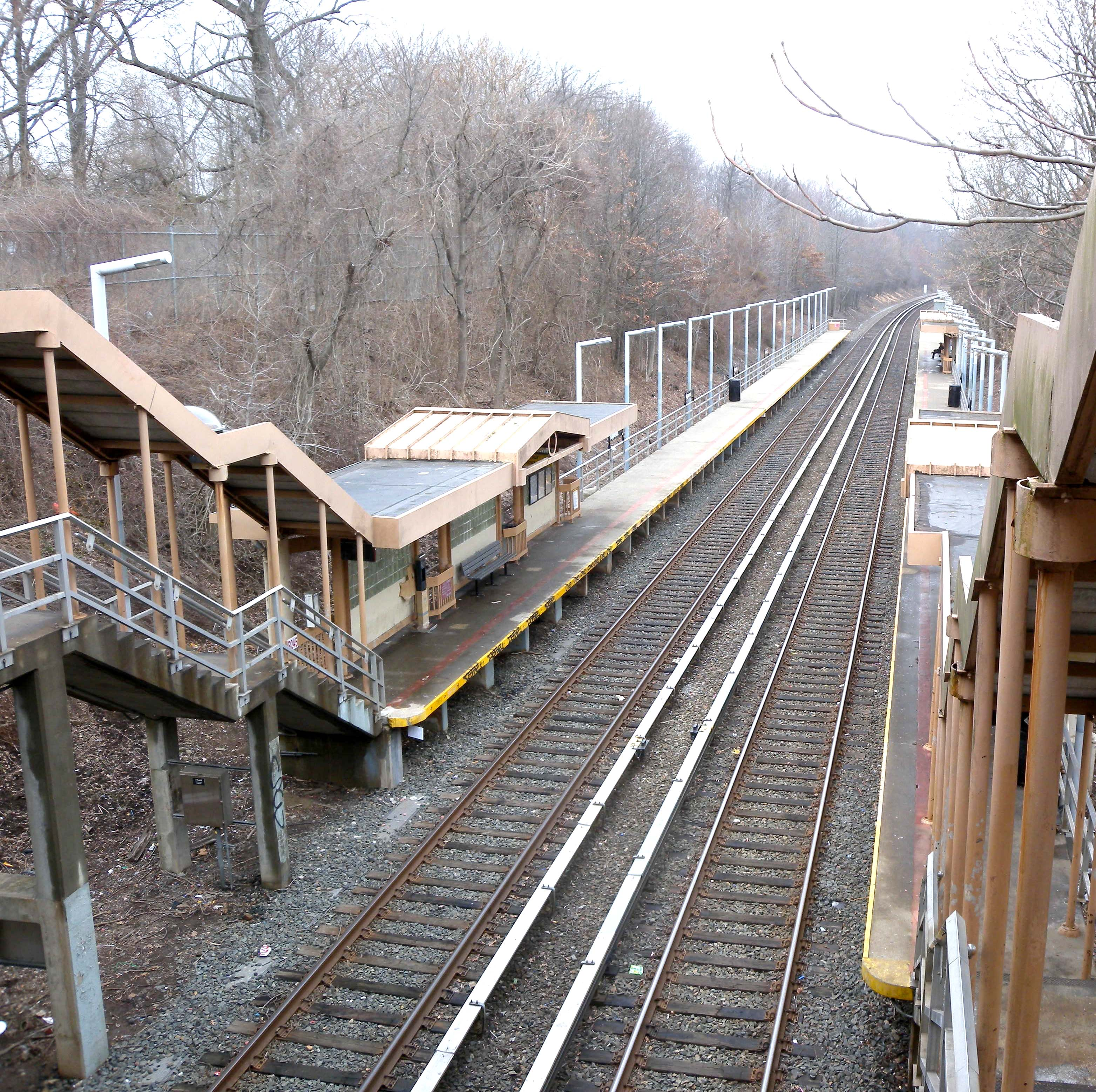
Station Huguenot sur l'île de Staten Island.
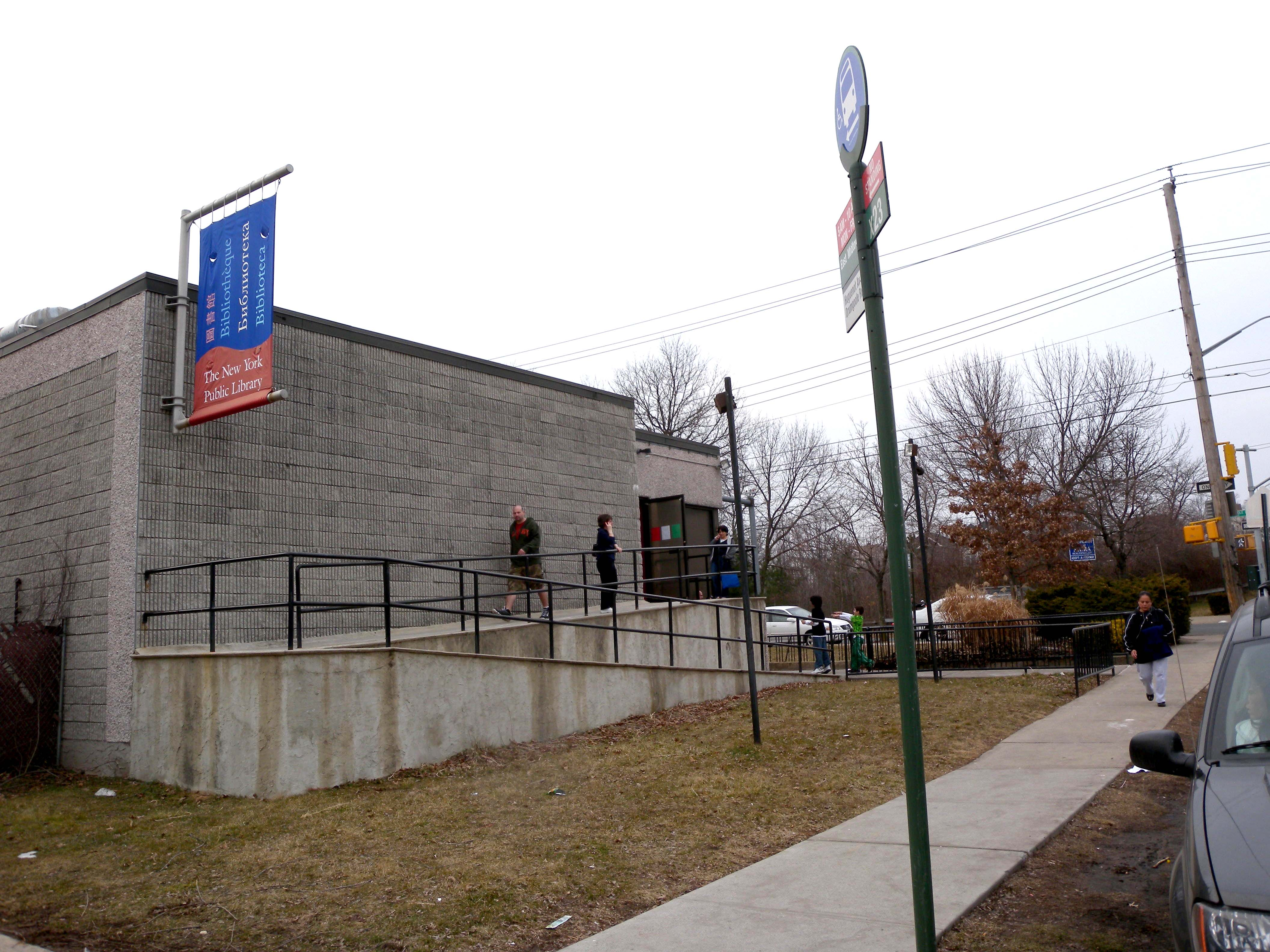
La bibliothèque du quartier Huguenot.